# Kathleen Wynne
Kathleen Wynne O'Day (nascida em 21 de maio de 1953) é uma política canadense, foi a 25.ª primeira-ministra da província canadense de Ontário. Iniciou no cargo em 2013, e é membro da Assembleia Legislativa de Ontário, representando o distrito eleitoral provincial de Don Valley West para o Partido Liberal. Ela foi a primeira mulher premier de Ontário e a primeira chefe de governo abertamente lésbica no Canadá.
Ela foi Ministra de Assuntos Municipais e de Habitação e de Assuntos Aborígenes até renunciar a candidatar-se à liderança.